# 馬里奧·奧奇托
馬里奧·奧奇托（義大利語：Mario Occhiuto，（1964年1月6日—），義大利建築師、政治家。現任科森扎市市長、科森扎省省長。

## 簡歷
生於科森扎，於佛羅倫斯大學修讀建築，1987年畢業。2011年當選科森扎市市長，2014年當選科森扎省省長。

## 外部連結
- designrepublic.it的介紹 （页面存档备份，存于） （義大利文）